# Потеря сознания на малой глубине

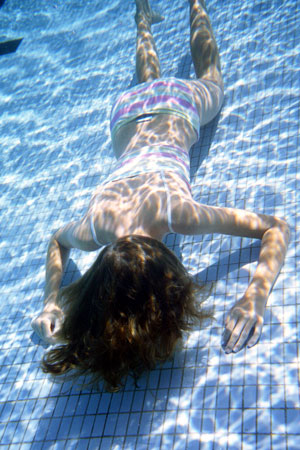
Постановочная фотография показывает, как выглядит жертва потерявшая сознание под водой, оставшись незамеченной.

Потеря сознания на малой глубине возникает вследствие гипоксии мозга к концу задержки дыхания, при нырянии на глубину обычно не более пяти метров, когда пловец не ощущает сильной необходимости дышать. Жертвами часто становятся практикующие задержку дыхания дайверы, сильные и здоровые пловцы, ранее не испытывавшие подобных проблем.

## Физиология явления
Инстинктивное желание вдоха возникает при повышении содержания углекислого газа в крови, а фактическая необходимость вдоха возникает при недостатке кислорода. Таким образом, организм может ошибочно полагать, что всё в порядке и необходимость вдоха ещё не критична даже при полном отсутствии кислорода (например, если дышать только гелием или азотом). Также имеет место обратный случай — при высоком содержании CO2 в крови человек будет ощущать острую необходимость вдоха даже при высоком содержании кислорода, что при некоторых обстоятельствах может привести к кислородному отравлению.
На практике потеря сознания зачастую возникает при излишнем использовании гипервентиляции. Глубокое и частое дыхание эффективно выводит углекислый газ из крови, при этом содержание кислорода увеличивается весьма незначительно. Вследствие пониженного уровня CO2 нырнувший большее время не ощущает необходимости дышать, благодаря этому продлевая своё погружение. Не замечая истощения кислорода, ныряльщик становится уязвим для неосознанных последствий гипоксии. Жертвы тонут совершенно тихо и спокойно, не привлекая ни малейшего внимания окружающих. Для большинства здоровых людей первый признак низкого O2 - это предобморочное или бессознательное состояние, отсутствие телесных ощущений, которые предупреждают дайвера перед потерей сознания. Но ввиду скорости развития последних симптомов попытка вынырнуть может оказаться запоздалой.
| При нырянии без гипервентиляции баланс O2/CO2 позволяет предотвратить потерю сознания, благодаря тому, что повышенный уровень CO2 человек определяет совершенно ясно и безошибочно. При этом, как видно на диаграмме выше, запас кислорода ещё достаточен для полноценного функционирования организма. | Избыточная гипервентиляция приводит к дисбалансу O2/CO2 и потеря сознания от гипоксии возникает раньше желания вдохнуть. |